# Пантанал
Пантана́л (от порт. pântano — «болотистая низина, влажная низменность») — обширная заболоченная тектоническая впадина в Бразилии, небольшие части её также расположены в Боливии и Парагвае, в бассейне реки Парагвай. Находится на западе штата Мату-Гросу-ду-Сул и на юге штата Мату-Гросу. Общая площадь ориентировочно 150—195 тыс. км², это одна из крупнейших заболоченных территорий на планете.

## Геология, география и экология
Преобладающие высоты 50−70 м над уровнем моря. С севера, востока и юго-востока территория резко ограничена обрывами Бразильского плоскогорья. Природные условия этого региона весьма контрастны. Наводнения во влажный летний сезон превращают Пантанал в огромное озеро-болото и чередуются с зимними засухами, формирующими пятнистый ландшафт не пересыхающих полузаросших болот, озёр, едва различимых блуждающих русел рек, солончаков, песчаных отмелей и травянистых участков.
Живая природа удивительно разнообразна: около 3500 видов растений, 650 видов птиц, 230 видов рыб, 80 видов млекопитающих, 50 видов рептилий. В 1996 году обитало около 10 млн крокодилов. В пределах Пантанала находится ряд особо охраняемых природных территорий, в том числе заповедник «Пантанал», являющимся объектом Всемирного наследия ЮНЕСКО.
Главный город Пантанала — Корумба, порт в верхнем течении реки Парагвай, связан железной дорогой с Сан-Паулу. Это самый западный конечный пункт железнодорожного сообщения в Бразилии.

## Климат
Ежегодное количество осадков в Пантанале составляет 1 000—1 400 мм, средняя температура около 25 °C, хотя температуры могут колебаться от 0 до 40 °C.

## Флора
Экосистема этого региона включает в себя около 2000 растений. Растительный комплекс Пантанала представляет собой смесь экологических регионов, окружающих Пантанал. Здесь встречаются растения влажных тропических лесов Амазонии, растения более сухих лесов и растения саванн.

## Фауна
В Пантанале сформировался уникальный животный мир. Здесь зарегистрировано 463 вида птиц, 269 видов рыб, более 236 видов млекопитающих, 41 вид рептилий и земноводных и более 9000 подвидов беспозвоночных. Здесь обитают редкие виды, такие как болотный олень (лат. Blastocerus dichotomus), гигантская выдра (лат. Pteronura brasiliensis), гиацинтовый ара (лат. Anodorhynchus hyacinthinus), хохлатый орёл-отшельник (лат. Harpyhaliaetus coronatus), равнинный тапир (лат. Tapirus terrestris) и гигантский муравьед (лат. Myrmecophaga tridactyla). Другие, довольно обычные здесь виды включают парагвайского каймана (лат. Caiman yacare), капибар (лат. Hydrochoerus hydrochaeris) и оцелотов (лат. Leopardus pardalis).

Животные Пантанала
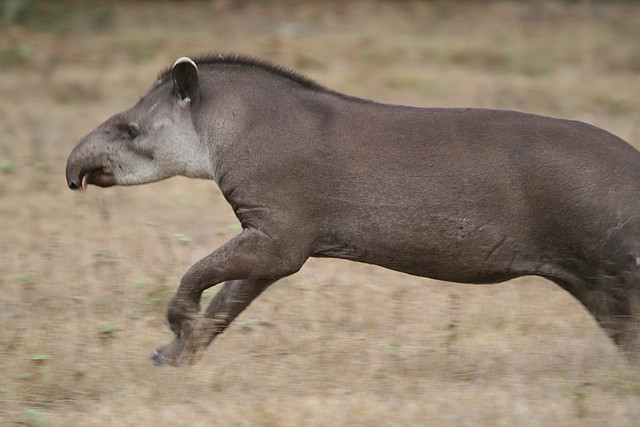
Равнинный тапир
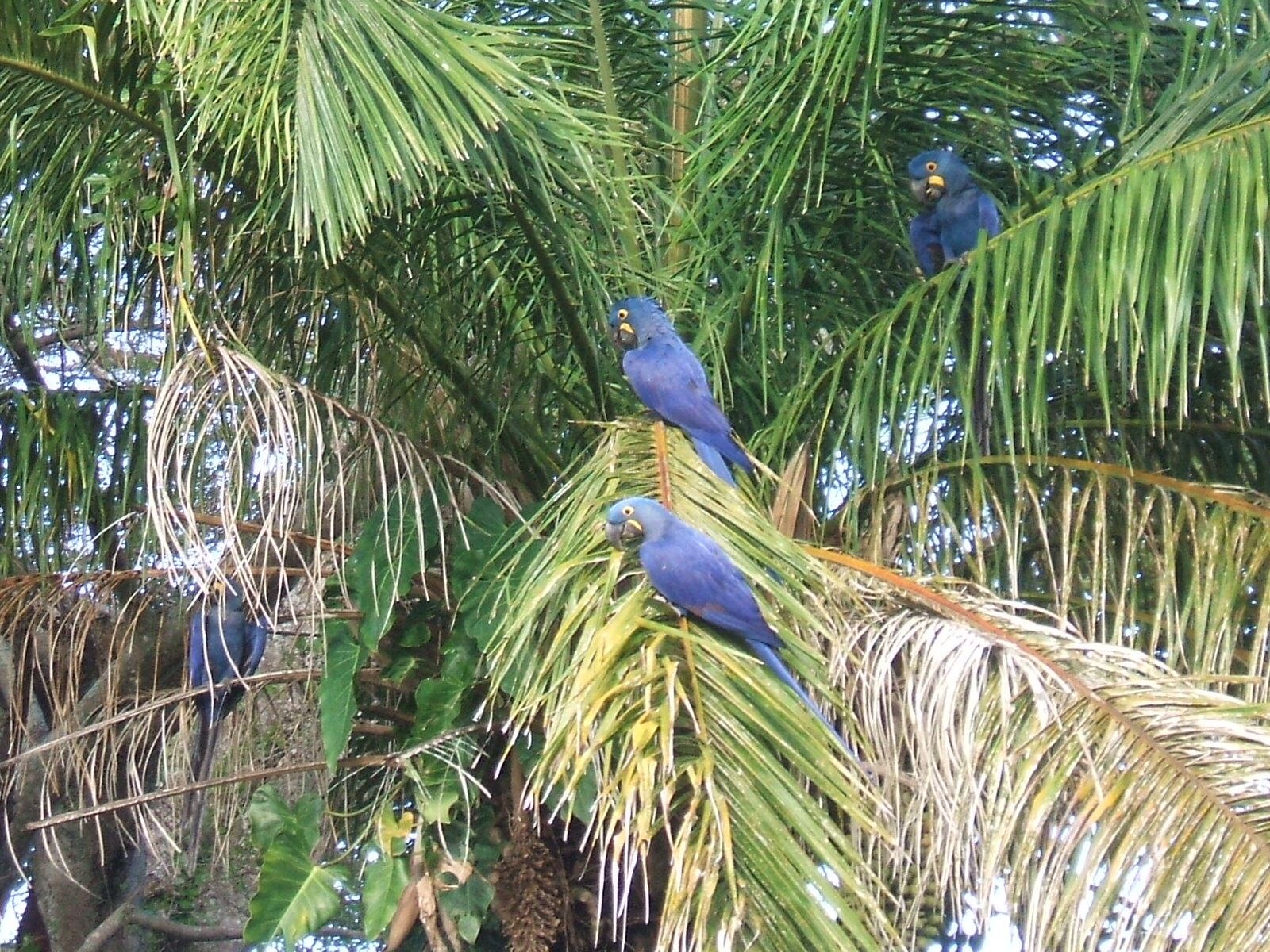
Гиацинтовый ара
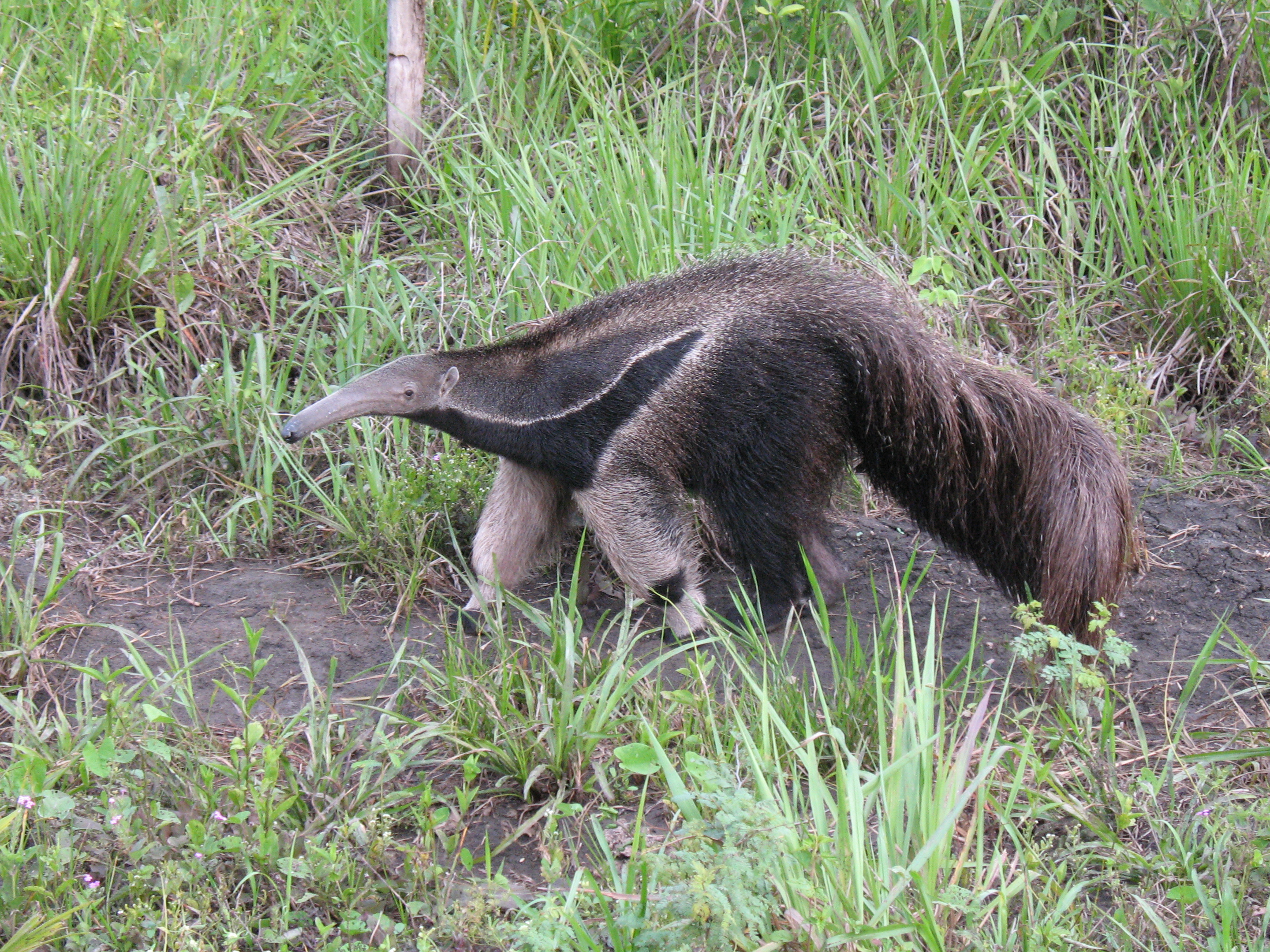
Гигантский муравьед
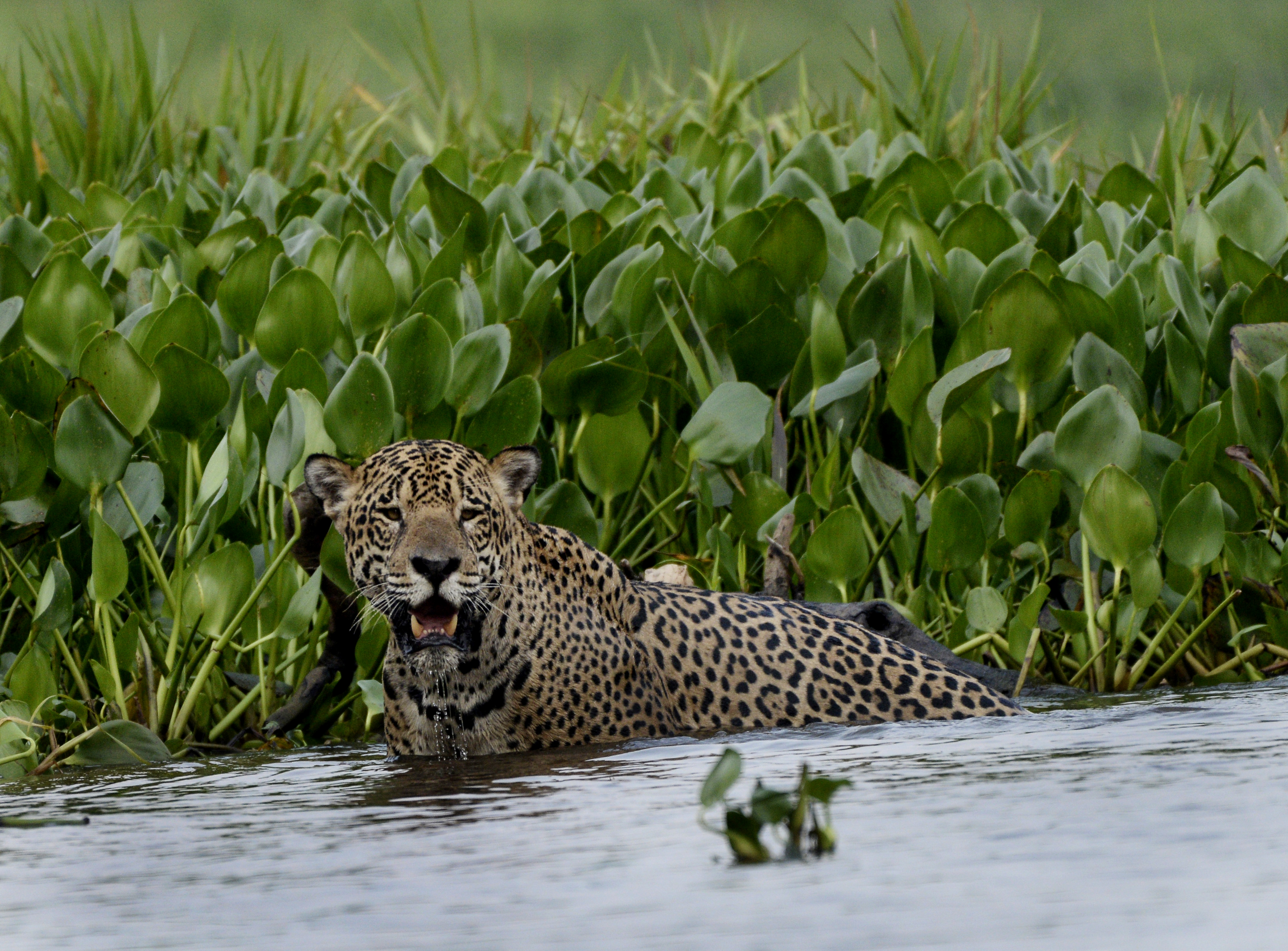
Ягуар
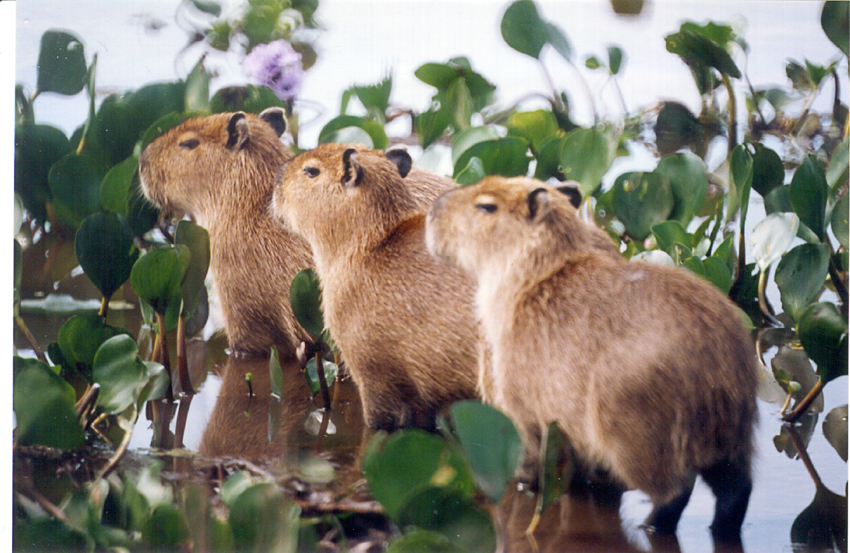
Капибары
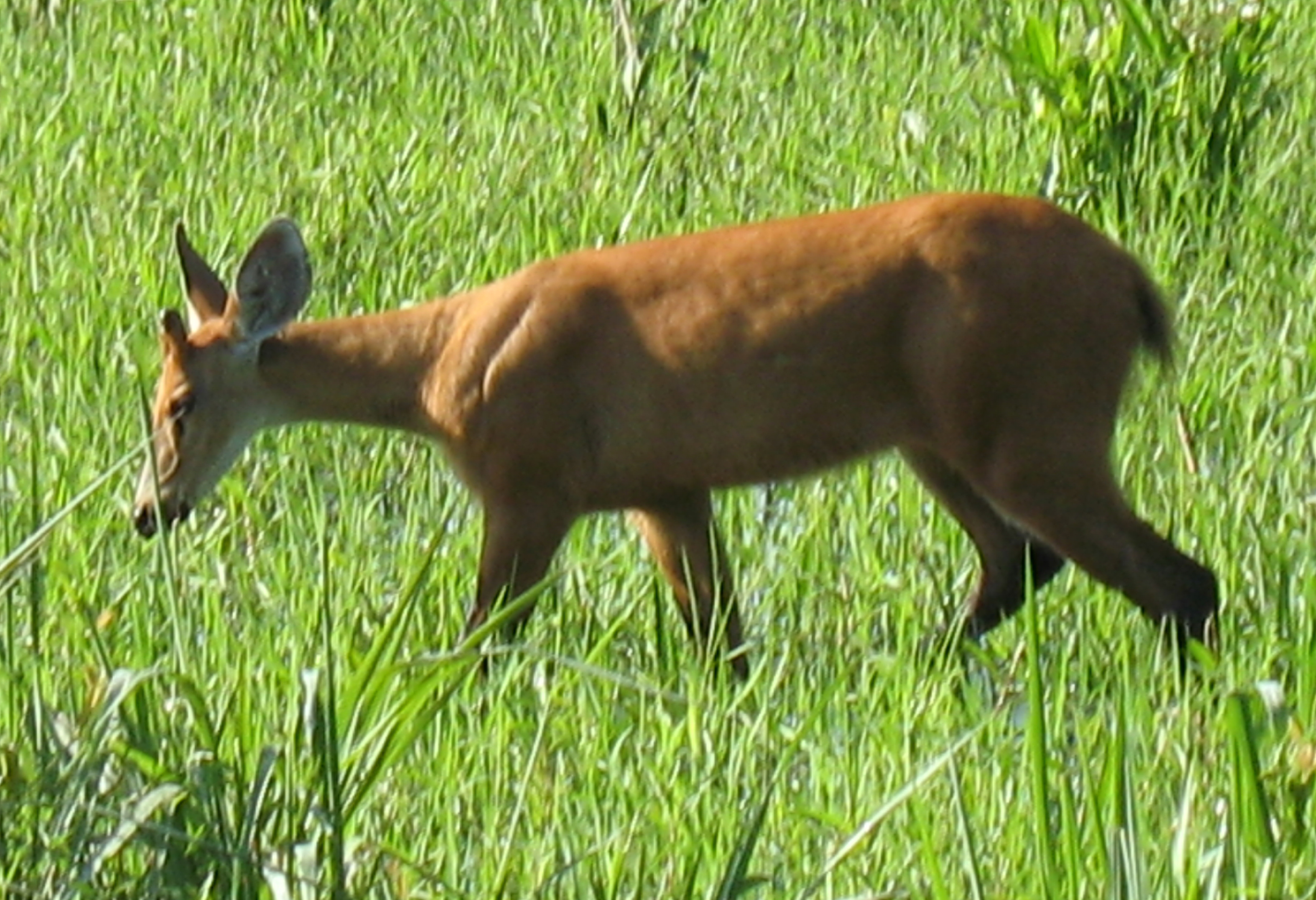
Болотный олень
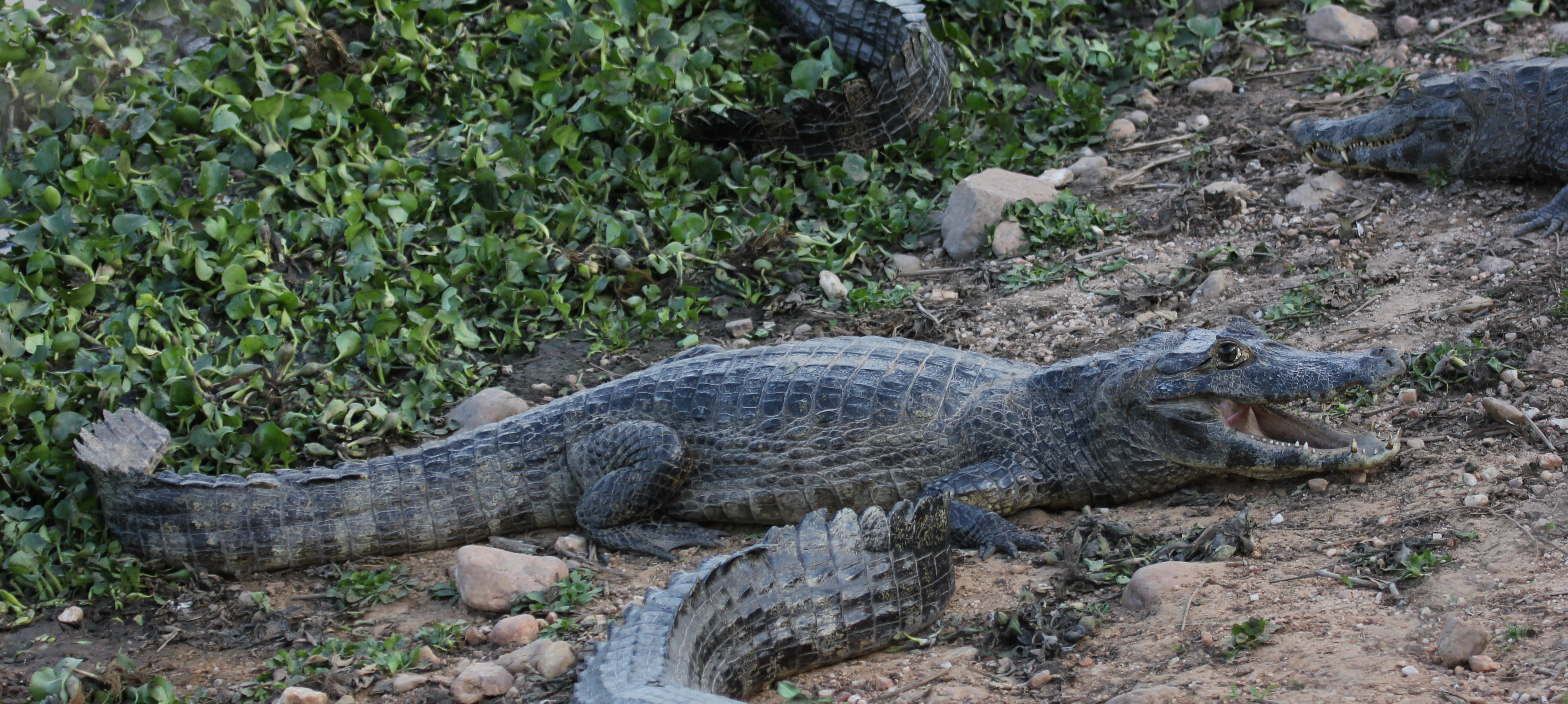
Парагвайский кайман
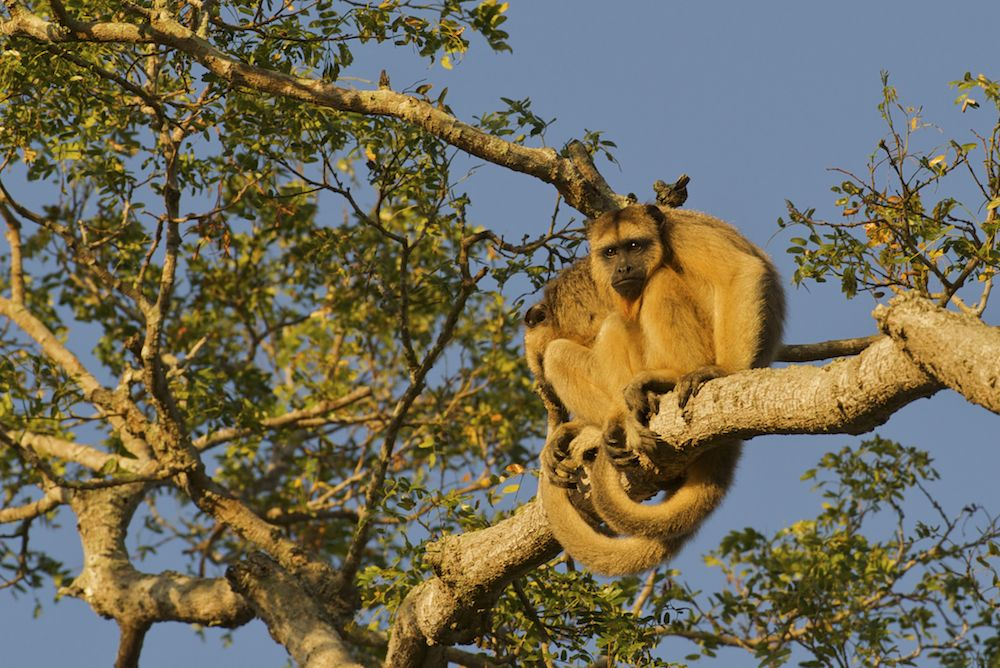
Чёрный ревун
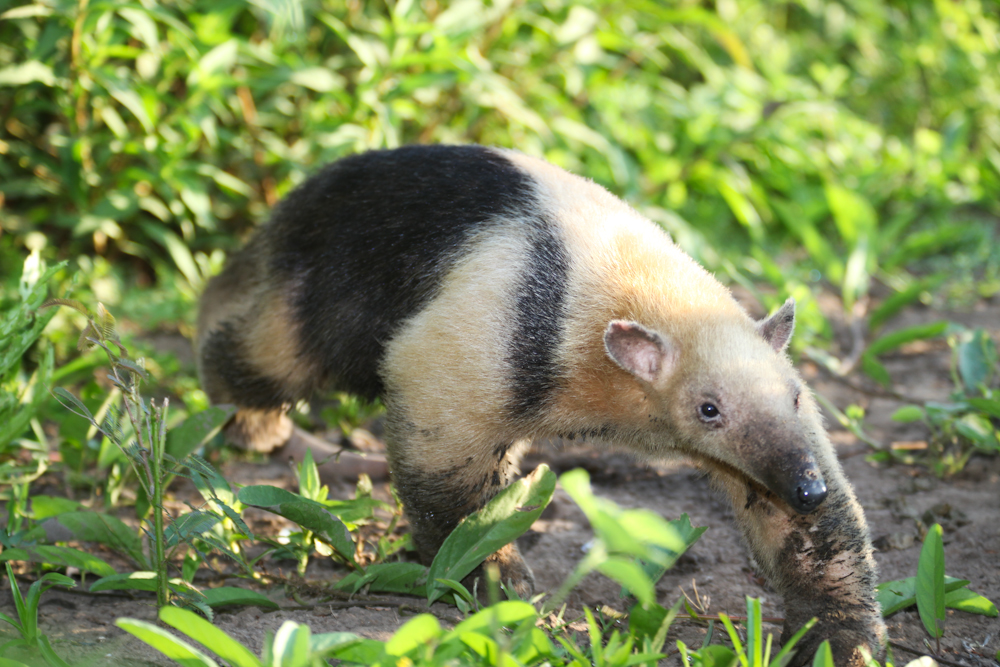
Четырёхпалый муравьед
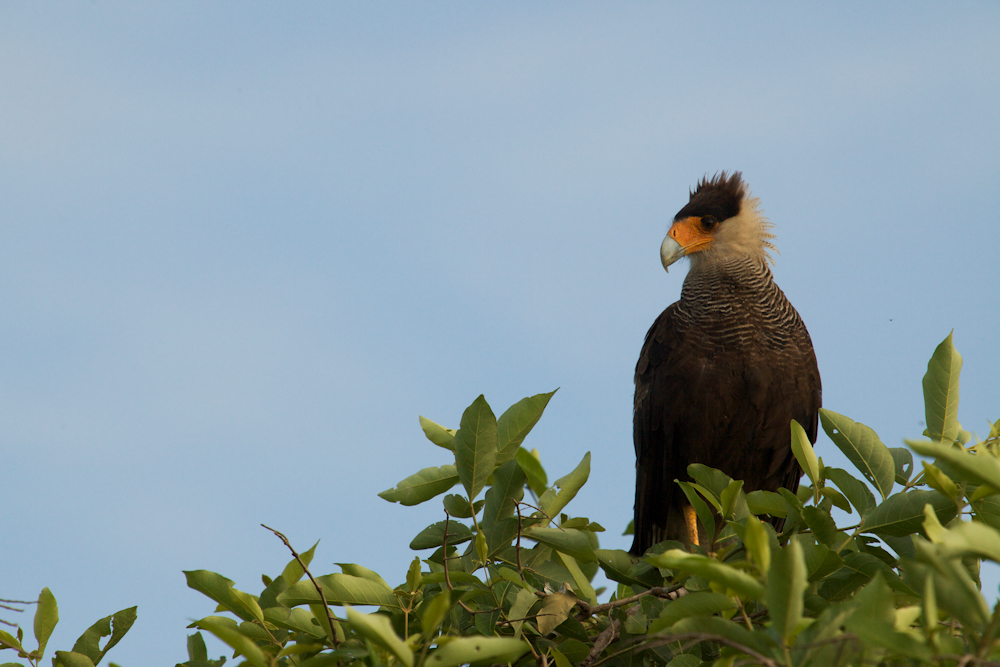
Обыкновенная каракара